# ゔぇが
『ゔぇが』は、1964年に創刊された詩誌。1967年に終刊。

## 概要
1964年、同人「歴程」に参加していた女性詩人の新藤凉子、山本道子、吉原幸子を中心に、工藤直子、渋沢道子（澁澤龍彦の妹）、村松英子、山口洋子、吉行理恵の8人で立ち上げた同人誌。誌名は琴座の主星から。 
発足当時24才から32才という若手女性詩人の集まりだったため注目を集め、1965年には「詩学」5月号誌上にて33ページの特集が組まれた。
1966年5月、工藤に代わって柴田恭子が参加。次第に各自が多忙になったことから、1967年6月の第6号を出した後に解散。

## 全号一覧
- 第1号 '64春 (1964.5.31 発行) 
  - 雨・眠くなる蛇／冬の風景＊工藤直子
  - 霧／蝋＊新藤凉子
  - お墓まいり／鼠＊渋沢道子
  - バラード／恥しがりやの巫女＊村松英子
  - 短い航海／行方不明＊吉原幸子
  - そして　とび出ていったから＊吉行理恵
  - 出航／日曜日の傘をさそう＊山本道子
  - 埋めておくれ＊山口洋子

- 第2号 '64秋 (1964.11.30発行) 
  - 詩よりましなもの＊渋沢道子
  - シャンソン＊村松英子
  - 追跡／いとなみのうた＊新藤凉子
  - 眼の中のかたち＊山本道子
  - 七月十七日の幽霊たち＊山口洋子
  - もう　だれもいないのに＊吉行理恵
  - 車窓／鬼に＊吉原幸子
  - 急ぎ足の風景ら＊工藤直子

- 第3号 '65春 (1965.3.1発行) 
  - 明け方＊吉行理恵
  - 猫 ／こうゑん＊吉原幸子
  - わたしはとりこ＊渋沢道子
  - リチャード！＊山口洋子
  - 見た＊山本道子
  - おだやかなブルース＊工藤直子
  - 午後／水たまり／無花果＊新藤凉子
  - きまじめなお化け＊村松英子

- '65 初夏特別号 (1965.5.30発行) 
  - 八本の弦＊同人紹介
  - 何に見えますか？＊心理テスト
  - 言葉／花＊新藤凉子
  - 小鳥の顔＊山本道子
  - 子守唄＊吉原幸子
  - 幕間に＊村松英子
  - 猫が海へ＊工藤直子
  - 髪をひつぱられて＊吉行理恵
  - わるい歌＊渋沢道子
  - 戯歌＊山口洋子
  - 「女について 付・女性詩人について」＊大岡信
  - 「雪見にころぶところまで ― “ヴぇが”（原文ママ）への手紙」＊堀川正美
  - 「新聞とストッキング」＊座談会 ／渋沢・新藤・山口・山本・吉原

「詩学」昭和40年5月号内に別ノンブルで掲載。
- 第4号 '65 (1965.11.30発行) 
  - 柩の上＊吉行理恵
  - 女装した愛の精霊＊山本道子
  - 北欧のうた＊村松英子
  - ばらの歌なら／小さな石の下の子に＊渋沢道子
  - かたつむりとロバ（童話）＊工藤直子
  - なまけもののうた＊新藤凉子
  - 樹にとまるものたち＊山口洋子
  - 追放＊吉原幸子

- 第5号 '66 (1966.8.1発行) 
  - さようなら＊山口洋子
  - 薔薇／ひかりの薔薇／薔薇窓＊新藤凉子
  - シャンソン（1.みえるでしょう／2.あたし）＊渋沢道子
  - 旅の幻影・山羊＊山本道子
  - 風／鎖＊吉原幸子
  - 怖れ＊吉行理恵
  - シュノンソオ＊村松英子
  - たにんとあたしについて＊柴田恭子

「5月、工藤直子さんはブラジル居住（原文ママ）のため、出発しました。新しく柴田恭子さんが同人に加わりました」
- 第6号 '67 (1967.6.5発行) 
  - バラード＝初恋＊渋沢道子
  - うた＊村松英子
  - 空／おそい朝＊山口洋子
  - 春の前日＊新藤凉子
  - 風のような＊山本道子
  - 秘密／こいびとしらべ＊柴田恭子
  - 沈黙＊吉原幸子
  - 真紅な襟巻／休止符＊吉行理恵